# Зняцьово
Зня́цьово (до 1995 року — Зня́цеве) — село в Україні, у Закарпатській області, Мукачівський район.

## Легенди
Місцеве русинське населення села ще й досі зберігає у пам'яті своєрідні легенди, пов'язані з його виникненням та погодженням самої назви. Ось одна з них: «… обходила одного разу свої володіння імператриця Марія Тереза і люди вийшли її зустрічати. Вона була дуже строгою, і люди хотіли хоч чимось їй „насолити“ та й вдарили коня галузкою». Тварина налякалась, устала на диби, а жінка впала з коня і забила чоло. Коли вона піднялась із землі, закричала, вказуючи знаками на обличчя, а так як погано розмовляла місцевою мовою, казала: « зня-зня-к-ово-зняцьово».
За іншою легендою, низовинні райони й села на північному заході Мукачівщини заливалися водою — з річки Латориця під час великих паводків, і коли дивилися з Мукачівського замку на долину, то там, де заходить сонце, все було покрите водою і тільки де інде були ознаки, які вказували на те, там була земля і жила люди. Поселення знаходилось на височині, як знак, бо навкруги була вода. Так і виднілося старе Зняцьово — як знак над водою.
Існує ще одна легенда, пов'язана з історією села періоду татаро-монгольського нашестя 1241 року. Між Дубрівкою, Зняцевом та Драгинею знаходилося поле, «на якому татари повбивали багато русинів і кров їх текла по потоку і він отримав назву „Мертвецький“ (неподалік від могильників»).

## Археологія
На території Зняцівської сільради знаходиться могильник VII-IX століть н. е. Між Зняцевим і Драгинею виявлено 50 курганів з обрядом тілоспалення.

## Історія
Зняцьово — одне з найстаріших сіл Мукачівщини.
Вперше назва Зняцьова згадується в історичних джерелах, датованих 1248 роком, як володіння землі Чепана (зараз Мала Добронь), Матяша Шемста. Воно межувало з селами Добронь, Саловка, Есень. У своїх роботах археолог та краєзнавець Тиводор Легоцький відзначав, що село знаходилося в басейні річки Стара, колишнього старого русла Латориці, та у східній частині Мертвиці, де ним було виявлено 10 старих курганів з залишками керамічних посудин, вугілля та попелу.
В історичних документах XII-XIV ст. населений пункт згадується, як королівське володіння, що належало до Мукачівського замку і угорську назву Ignecz -Зняцьово.
На початку ХУ ст. Зняцьово належало до Ужанського комітату, а в 1418 році було подаровано королем синам Петра Палоці Матвію, Імре та Дьордю, з усіма правами збору мита. Згодом у 1427 році володіння перейшло до Дьєрдя Бранковича.
У XVI ст. село вже згадується як населений пункт Березької жупи. Власником його був Антал Палоці.
З 1844 р. селище користувалося власною громадською печаткою з зображенням дуба з розлогою кроною (характерним символом природи Закарпаття). Щоправда, вже 1860 р. в ужиток було введено "написову" печатку без будь-яких геральдичних емблем.

## Населення
Згідно з переписом УРСР 1989 року чисельність наявного населення села становила 1688 осіб, з яких 770 чоловіків та 918 жінок.
За переписом населення України 2001 року в селі мешкали 1704 особи.

### Мова
Розподіл населення за рідною мовою за даними перепису 2001 року:
| Мова       | Відсоток |
| ---------- | -------- |
| українська | 99,18 %  |
| російська  | 0,47 %   |
| угорська   | 0,12 %   |
| білоруська | 0,06 %   |

## Церква Успіння пр. Богородиці. 1907
У 1733 р. в селі був священик Іван Пазуханич, який жив на старій священичій ділянці біля дерев'яної церкви св. Дмитрія. У 1797 р. згадують розвалену фару і маленьку трухляву церкву.
Теперішня мурована церква — одна з найбільших на Мукачівщині (площа — 488 кв. м). Подібних храмів у Закарпатті небагато, і збудовано їх переважно в долинних селах. Особливо урочистим є головний фасад з двома вежами. Фундамент освятив 30 червня 1907 р. о. Георгій Шуба, коли поряд ще стояла стара дерев'яна церква. Інтер'єр оздобили набагато пізніше. Іконостас виготовлено в 1909—1910 роках.
Малювання олією на металі 44-х ікон здійснив художник Юлій Віраґ, однак на на-місних іконах написано по-угорськи прізвища з датами «Кевсеґі 1909» та «Сілвай 1910».
Пензлю Віраґа належить і великий образ «Перша пречиста». Позолоту іконостасу, казательниці, престолів та інших предметів виконав місцевий парох о. Стефан Греньо, заощадивши таким чином для громади близько 6000 корон. Прикрашену церкву благословив у 1931 р. каноник О. Ільницький. Найдавніший дзвін походить з 1896 р., два інші — з 1924 р.
1924 року місцеві заробітчани, що повернулися з Америки, подарували церкві три дзвони.
У 1987 р. проведено ремонт церкви.

## Туристичні місця
- Між Дубрівкою, Зняцевом та Драгинею знаходилося поле, «на якому татари повбивали багато русинів і кров їх текла по потоку і він отримав назву „Мертвецький“ (неподалік від могильників»).
- могильник VII-IX століть н. е. 
- Між Зняцевим і Драгинею виявлено 50 курганів з обрядом тілоспалення. У своїх роботах археолог та краєзнавець Тиводар Легоцький, що село знаходилося в басейні річки Стара, колишнього старого русла Латориці, та у східній частині Мертвиці, де ним було виявлено 10 старих курганів з залишками керамічних посудин, вугілля та попелу.
- храм Успіння пр. Богородиці. 1907